# 布拉貝克河 (法爾默河支流)
51°18′3″N 8°24′19″E / 51.30083°N 8.40528°E
布拉貝克河（德語：Brabecke），是德國的河流，位於該國西部，流經北萊茵-威斯特法倫州，屬於法爾默河的左支流，河道全長13.6公里，流域面積32.4平方公里。